# 지역재투자법
지역재투자법(영어: Community Reinvestment Act, CRA, P.L. 95-128, 91 Stat. 1147, 1977년 주택 및 지역 개발법 제8편, 12 U.S.C. § 2901 이하)은 상업 은행과 저축기관이 저소득 및 중간 소득 지역을 포함하여 지역사회의 모든 계층에 있는 차입자들의 필요를 충족시키는 데 도움을 주도록 장려하기 위해 고안된 미국 연방법이다. 의회는 1977년에 저소득층 지역에 대한 차별적인 대출 관행인 레드라이닝을 줄이기 위해 이 법을 통과시켰다.
이 법은 적절한 연방 금융 감독 기관들에게 인가된 금융 기관들이 안전하고 건전한 운영에 부합하게 지역 사회의 신용 수요를 충족시키도록 장려할 것을 지시한다(제802조). 이 법령을 집행하기 위해 연방 규제 기관들은 CRA 준수 여부를 은행 기관에 대해 검사하고, 신규 은행 지점 인가 또는 인수 합병 신청을 승인할 때 이 정보를 고려한다(제804조).

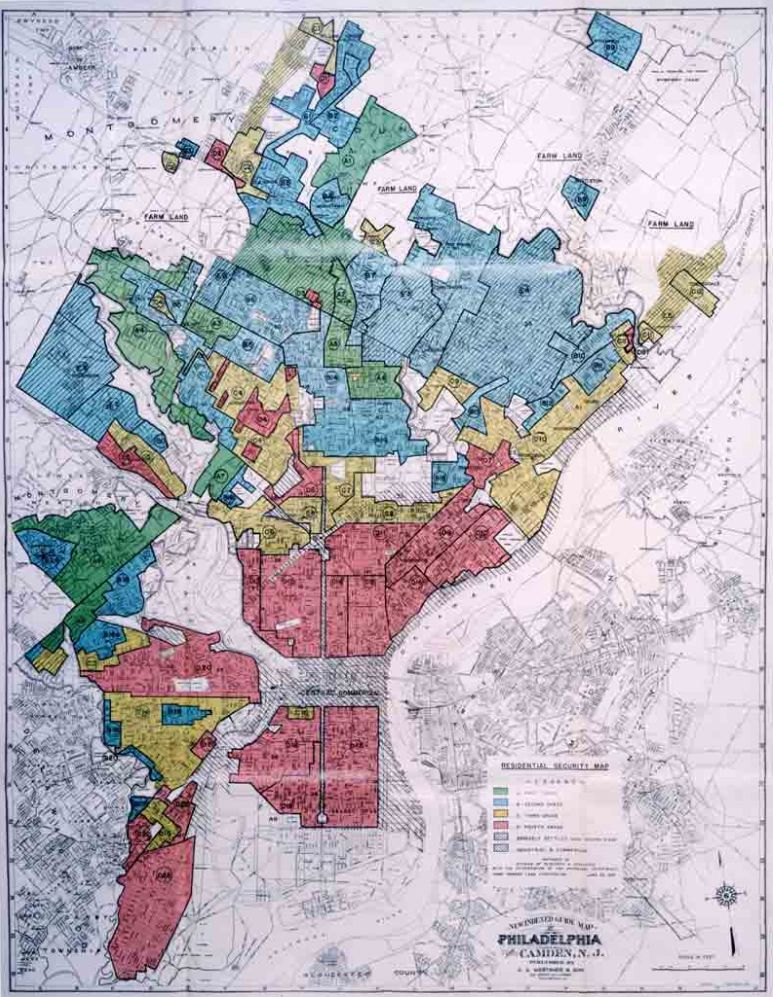
CRA는 레드라이닝을 억제하기 위해 통과되었는데, 이 관행은 원래 주택소유자 대부공사의 "주택 보안 지도"에 기반한 것으로, 필라델피아의 1937년 보안 지도와 같은 것들이었다.

## 집행
1977년 지역재투자법은 저소득 및 중간 소득 지역의 개인과 기업에 대한 대출에서 차별을 해결하려 했다. 이 법은 미국 예금보험공사(FDIC) 보험을 받는 모든 은행 기관이 연방 은행 기관에 의해 평가되어, 해당 은행이 사업 인가를 받은 모든 지역 사회에서 안전하고 건전한 운영에 부합하는 방식으로 신용을 제공하는지 여부를 결정하도록 의무화한다(제802조(b) 및 제804조(1)에 따름). 이 법은 금융 기관의 성과를 평가하기 위한 구체적인 기준을 명시하지 않는다. 오히려 각 개별 기관의 상황과 맥락에 맞춰 평가 과정을 조정하도록 지시한다. 연방 규정은 12가지 평가 요소를 포함하는 5가지 성과 영역에서 은행의 준수 여부를 평가하는 기관의 행동을 규정한다. 이 평가는 등급과 서면 보고서로 마무리되며, 이는 해당 은행의 감독 기록의 일부가 된다.
그러나 이 법은 기관의 CRA 활동이 안전하고 건전한 방식으로 이루어져야 하며, 기관에 손실을 가져올 수 있는 고위험 대출을 요구하지는 않는다고 강조한다. 기관의 CRA 준수 기록은 기관이 합병, 인수 또는 지점 확장을 통해 확장하려 할 때 은행 규제 기관에 의해 고려된다. 이 법은 CRA 미준수에 대한 다른 어떠한 벌칙도 의무화하지 않는다.

### 규정
예금 기관을 감독하는 책임이 있는 은행 기관들은 CRA 준수 여부를 검사하는 기관이기도 하다. 이들 기관은 연방준비제도(FRB), FDIC, 그리고 통화감독청(OCC)이다. 1981년에 CRA의 목표 달성을 돕기 위해 각 연방준비은행은 지역 사회 내에서 신용 수요를 식별하고 그 수요를 해결하는 방법을 은행 기관 및 대중과 협력하기 위해 지역 사회 사무소(Community Affairs Office)를 설립했다.
이들 금융 감독 기관에 의한 CRA의 시행은 미국연방규정집(CFR) 제12편에 의해 제정되며, 주택모기지공개법(HMDA)의 일부 섹션과 관련된 Part 203이 추가된 Part 25, 228, 345, 563e가 해당된다.
| 연방 금융 감독 기관     | 연방 규정집                  | e-CFR  | 비고   | 1995   | 2005          |
| ----------------------- | ---------------------------- | ------ | ------ | ------ | ------------- |
| 통화감독청 (OCC)        | 12. C.F.R. Part 25. et seq.  | [ 12 ] | [ 13 ] | [ 14 ] | [ 15 ] [ 16 ] |
| 연방준비제도 (FRB)      | 12. C.F.R. Part 228. et seq. | [ 17 ] | [ 18 ] | [ 19 ] | [ 20 ]        |
| 연방준비제도 (FRB)      | 12. C.F.R. Part 203. et seq. | [ 21 ] | [ 22 ] | [ 23 ] |               |
| 연방예금보험공사 (FDIC) | 12. C.F.R. Part 345. et seq. | [ 24 ] | [ 25 ] | [ 26 ] | [ 27 ] [ 28 ] |

연방 금융 기관 감독 협의회(FFIEC)는 CRA에 대한 기관 간 정보를 조정한다. 세 책임 기관(연방준비제도, FDIC, OCC)의 개별 은행 기관 CRA 등급에 대한 정보는 FFIEC 웹사이트에서 공개적으로 제공된다. 이러한 등급은 클린턴 행정부가 CRA 성과에 대한 대중의 참여와 의견을 가능하게 하기 위해 처음으로 공개했다.
규제 프레임워크 외에도 각 연방 금융 감독 기관의 감찰관은 의도된 목표가 실제로 달성되는지 확인하기 위해 이루어진 모든 규제 변경 사항에 대해 정기적인 감사를 수행한다.

## 역사
원래의 법은 제95차 미국 의회에서 통과되어 1977년 10월 12일 지미 카터 대통령에 의해 서명되었다(Pub.L. 95-128, 12 U.S.C. ch. 30). CRA는 미국 도시, 특히 저소득 및 소수민족 거주 지역의 악화되는 상황을 해결하려는 전국적인 압력의 결과로 통과되었다.
시카고의 내셔널 피플즈 액션의 게일 신코타와 같은 지역사회 활동가들은 법을 통과시키고 나중에 시행하기 위한 전국적인 투쟁을 주도했다. 그 이후로 몇 차례의 입법 및 규제 개정이 이루어졌다.

### 원래 법안
CRA는 1968년 공정주택법, 1974년 공정신용기회법, 1975년 주택모기지공개법(HMDA) 등 신용 및 주택 시장의 차별을 줄이기 위해 통과된 유사한 법률들을 뒤따랐다. 공정주택법과 공정신용기회법은 인종, 성별 또는 기타 개인 특성에 따른 차별을 금지한다. 주택모기지공개법은 금융 기관이 주택담보대출 및 신청 데이터를 공개하도록 요구한다. 이 법률들과 대조적으로, CRA는 지역의 상대적인 부와 빈곤에 관계없이 지역사회의 모든 부분에 신용 제공을 보장하고자 한다.
법이 통과되기 전에는 저소득 및 중간 소득 지역에 대한 신용 공급이 심각하게 부족했다. 1961년 보고서에서 미국 민권 위원회는 아프리카계 미국인 차용자들이 더 높은 선수금을 내고 더 빠른 상환 일정을 따르도록 요구받는 경우가 많다는 것을 발견했다. 위원회는 또한 특정 지역에 대한 대출 전면 거부(레드라이닝)를 기록했다.
특정 지역에 대한 "레드라이닝" 주장은 1930년대 연방주택관리청에서 시작되었다. 주택소유자 대부공사(HOLC)가 FHA를 위해 작성한 "주거 보안 지도"는 그 후 수년 동안 민간 및 공공 기관에서 "안전하지 않다고" 간주되는 지역에 대한 주택담보대출 자본을 보류하는 데 사용되었다. 저소득 및 중간 소득 지역사회에서 직접 대출 부족의 기여 요인으로는 주택담보대출을 위한 제한된 2차 시장, 저소득 차용자에 대한 신용 평가 부족과 관련된 정보 문제, 신용 기관 간의 협력 부족 등이 있었다.
이 법에 대한 의회 토론에서 비평가들은 이 법이 불필요한 규제 부담을 초래할 것이라고 비난했다. 이러한 우려에 부분적으로 응답하여 의회는 구체적인 규제 내용을 거의 포함하지 않고, 은행 규제 기관들이 은행과 저축 기관이 안전하고 건전한 방식으로 지역 사회의 신용 수요를 충족시키도록 보장하도록 지시했다. 지역사회 단체들은 이 법에 따라 규제 집행에 대해 불평할 권리를 천천히 활용하기 시작했다.

### 입법 개정 연혁
아래 숨겨진 표는 지역재투자법에 직접 영향을 미친 의회법을 나열한다. 입법 개정이 이루어진 연도는 법률 앞에 굵은 글씨로 표시되어 있다. 법전화 및 섹션 주석 링크는 입법 변경에 대한 추가 정보를 제공할 수도 있다.
| Housing and Community Development Act of 1977 − Title VIII USC Title 12 − Chapter 30 − Community Reinvestment |
| --- |
| SEC. 801. 이 제목은 "1977년 지역재투자법"으로 인용될 수 있다. 12. U.S.C. § 2901 →Note← 에 법전화됨 \| *약칭 인용은 섹션 주석에서 찾을 수 있다. [출처: 1977년 10월 12일 법 제8편 제801조 (Pub. L. No. 95–128; 91 Stat. 1147), 1977년 10월 12일 발효] SEC. 802. 의회 발견 및 목적 진술 12 U.S.C. § 2901에 법전화됨 \| notes [출처: 1977년 10월 12일 법 제8편 제802조 (Pub. L. No. 95–128; 91 Stat. 1147), 1977년 10월 12일 발효] SEC. 803. 정의 12. U.S.C. § 2902에 법전화됨 \| notes [출처: 1977년 10월 12일 법 제8편 제803조 (Pub. L. No. 95–128; 91 Stat. 1147), 1977년 10월 12일 발효; 1978년 11월 10일 법 제15편 제1502조 (Pub. L. No. 95–630; 92 Stat. 3713), 1978년 11월 10일 발효에 의해 개정; 1989년 8월 9일 법 제7편 제744(q)조 및 제12편 제1212(a)조 (Pub. L. No. 101–73; 103 Stat. 440 및 526), 1989년 8월 9일 발효에 의해 개정; 2010년 7월 21일 법 제3편 제358(1)조 (Pub. L. No. 111–203; 124 Stat. 1548), 2011년 7월 21일 발효에 의해 개정] SEC. 804. 금융 기관; 평가 12. U.S.C. § 2903에 법전화됨 \| notes [출처: 1977년 10월 12일 법 제8편 제804조 (Pub. L. No. 95–128; 91 Stat. 1148), 1977년 10월 12일 발효; 1992년 10월 28일 법 제9편 제909(1)조 (Pub. L. No. 102–550; 106 Stat. 3874), 1992년 10월 28일 발효에 의해 개정; 1999년 11월 12일 법 제1편 제103(b)조 (Pub. L. No. 106–102; 113 Stat. 1351), 2000년 3월 12일 발효에 의해 개정; 2008년 8월 14일 법 제10편 제1031(a)조 (Pub. L. No. 110–315; 122 Stat. 3488), 2008년 8월 14일 발효에 의해 개정] SEC. 805. 의회 보고 12. U.S.C. § 2904에 법전화됨 \| notes [출처: 1977년 10월 12일 법 제8편 제805조 (Pub. L. No. 95–128; 91 Stat. 1148), 1977년 10월 12일 발효] SEC. 806. 규정 12. U.S.C. § 2905에 법전화됨 \| notes [출처: 1977년 10월 12일 법 제8편 제806조 (Pub. L. No. 95–128; 91 Stat. 1148), 1977년 10월 12일 발효; 2010년 7월 21일 법 제3편 제358(2)조 (Pub. L. No. 111–203; 124 Stat. 1548), 2011년 7월 21일 발효에 의해 개정] SEC. 807. 서면 평가 12. U.S.C. § 2906에 법전화됨 \| notes [출처: 1977년 10월 12일 법 제8편 제807조 (Pub. L. No. 95–128; 91 Stat. 1147), 1977년 10월 12일 발효, 1989년 8월 9일 법 제12편 제1212(b)조 (Pub. L. No. 101–73; 103 Stat. 526), 1989년 8월 9일 발효에 의해 추가됨; 1991년 12월 19일 법 제2편 제222조 (Pub. L. No. 102–242; 105 Stat. 2306), 1991년 12월 19일 발효에 의해 개정; 1994년 9월 29일 법 제1편 제110조 (Pub. L. No. 103–328; 108 Stat. 2364), 1994년 9월 29일 발효에 의해 개정] SEC. 808. 소수민족 및 여성에 의한 지점 시설 운영 12. U.S.C. § 2907에 법전화됨 \| notes [출처: 1977년 10월 12일 법 제8편 제808조 (Pub. L. No. 95–128; 91 Stat. 1147), 1977년 10월 12일 발효, 1991년 12월 12일 법 제4편 제402(b)조 (Pub. L. No. 102–233; 105 Stat. 1775), 1991년 12월 12일 발효에 의해 추가됨; 1992년 10월 28일 법 제9편 제909(2)조 (Pub. L. No. 102–550; 106 Stat. 3874), 1992년 10월 28일 발효에 의해 개정] SEC. 809. 소규모 은행 규제 완화 12. U.S.C. § 2908에 법전화됨 \| notes [출처: 1977년 10월 12일 법 제8편 제809조 (Pub. L. No. 95–128; 91 Stat. 1147), 1977년 10월 12일 발효, 1999년 11월 12일 법 제712조 (Pub. L. No. 106–102; 113 Stat. 1469), 1999년 11월 12일 발효에 의해 추가됨] |

### 1989년 입법 변경
1989년 금융기관개혁, 회복 및 집행법(FIRREA)은 제101차 의회에서 제정되어 1980년대 저축대부조합 위기 이후 조지 H. W. 부시 대통령에 의해 법률로 서명되었다. 이후 은행 산업의 전반적인 개혁의 일환으로 FIRREA는 기존 CRA 법령에 제807조(12. U.S.C. § 2906)를 추가하여 보험 예금 기관 검사에 관한 영역을 개선하고자 했다.
새로운 조항은 이제 해당 연방 규제 기관이 기관의 전체 지역 사회, 특히 그 안의 저소득 및 중간 소득 지역의 신용 수요를 충족시키는 기록에 대한 검사를 완료한 후 서면 평가를 준비하도록 요구했다. 이러한 평가 보고서는 기밀 부분(평가 대상 기관이 독점 및 개인 정보 무결성을 유지할 수 있도록 하는 동시에 관련 데이터베이스의 초기 작성이 이루어짐)과 공개 부분으로 나뉘었다. 공개 부분은 CRA 검사 과정에 대한 접근 및 감독을 확대하기 위한 목적이었다. 공개 부분은 '탁월', '만족', '개선 필요', '실질적 불이행'의 네 가지 등급 시스템을 도입했으며, 각 등급에는 결론을 뒷받침하는 모든 사용 가능한 사실을 사용하여 기관의 평가 이유에 대한 서면 요약이 추가되었다.
벤 버냉키에 따르면, 이 법은 옹호 단체, 연구자 및 기타 분석가들이 "은행 기록에 대한 보다 정교한 정량적 분석을 수행"할 수 있는 능력을 크게 향상시켜 은행의 대출 정책에 영향을 미쳤다. 시간이 지남에 따라 지역사회 단체와 비영리 단체는 "은행과 보다 공식적이고 생산적인 파트너십"을 구축했다.

### 1991년 입법 변경
1991년 연방예금보험공사개선법(FDICIA)이 도입될 무렵, 해당 연방 규제 기관들은 1989년에 처음 제정된 서면 평가의 공개 부분에 포함될 만큼 충분한 기관 검사 데이터를 확실하게 수집했다. 1991년 12월 이 법이 통과되면서, 제807조(12. U.S.C. § 2906)는 기관의 CRA 등급을 결정하는 데 관련 있는 모든 검사 데이터를 포함하도록 개정되었다.
같은 해 12월, 일주일 전 1991년 부실채권 정리 공사 재융자, 구조조정 및 개선법이 제정되면서 기존 CRA 법령이 다시 한번 개정되었다. 이 법은 부실채권 정리 공사(RTC)가 보존인 또는 파산관재인으로 임명된 소수민족 예금 기관 또는 여성 예금 기관이 우대 조건으로 소수민족 우세 지역에 위치한 저축 기관의 모든 지점을 이용할 수 있도록 허용했다. 이 법에 의해 기존 CRA 법령에 제808조(12. U.S.C. § 2907)가 추가되면서, 소수민족 우세 지역에 위치한 그러한 기관의 지점을 소수민족 예금 기관 또는 여성 예금 기관에 기부하거나, 우대 조건(적절한 연방 금융 감독 기관이 결정)으로 판매하거나, 무상으로 제공하는 예금 기관의 경우, 그러한 활동과 관련된 기부금액 또는 발생한 손실액은 해당 기관의 지역 사회의 신용 수요를 충족하는 데 기여하고 CRA 평가 시 고려될 것이었다.

### 1992년 입법 변경
1991년에 처음 제정된 평가 시 소수민족 및 여성 소유 기관 및 파트너십 고려와 관련하여 지역재투자법에 직접적인 사소한 개정이 이루어졌지만, 1992년 연방 주택 기업 금융 안전 및 건전성법의 다른 부분들은 당시의 CRA 관행에 간접적으로 영향을 미쳐 패니 메이와 프레디 맥이라는 두 정부 후원 기업이 주택담보대출을 구매하고 증권화할 때 대출의 일정 비율을 저렴한 주택 지원에 할당하도록 요구했다.

### 1994년 입법 변경
주 간 은행업 제한을 폐지한 1994년 리그글-닐 주 간 은행업 및 지점 효율성법은 주외 은행이 받은 지역재투자법 등급을 주 간 지점을 허용할지 여부를 결정할 때 고려 사항으로 명시했다.
버냉키에 따르면, 이 법 통과 후 은행 합병 및 인수 활동이 급증했으며, 옹호 단체들은 지역재투자법상의 이유로 은행 신청에 항의하기 위해 공개 의견 수렴 과정을 점점 더 많이 활용했다. 신청이 심하게 논란이 될 경우, 연방 기관들은 은행의 대출 기록에 대한 공개 의견 수렴을 허용하기 위해 공청회를 개최했다. 이에 대응하여 많은 기관들은 CRA 관련 대출을 용이하게 하기 위해 별도의 사업부와 자회사를 설립했다. 지역 및 지역 공공-민간 파트너십과 다수 은행 대출 컨소시엄이 이러한 CRA 관련 대출을 확대하고 관리하기 위해 형성되었다.

### 2005년 규정 변경
1993년 7월, 빌 클린턴 대통령은 규제 기관들에게 검사를 더욱 일관되게 하고, 성과 표준을 명확히 하며, 비용과 규제 부담을 줄이기 위해 CRA를 개혁할 것을 요청했다.
클린턴 대통령 시절 경제 정책 보좌관이었던 로버트 루빈은 이것이 "도심과 고통받는 농촌 지역사회의 문제를 해결"하려는 클린턴 대통령의 전략과 일치한다고 설명했다. CRA를 강화하고 레드라이닝을 더욱 줄이려는 클린턴 행정부의 제안에 대해 당시 재무장관이었던 로이드 벤슨은 신용 가용성이 "사람이 사는 곳이 아니라 대출 신청서에 중요한 유일한 것은 갚을 수 있는지 여부여야 한다"고 주장하며 자신의 신념을 재확인했다. 벤슨은 제안된 변경 사항이 "대출 기관이 지역재투자법을 준수하고 있음을 보여주기 더 쉽게 만들고", "소기업 대출에 대한 많은 서류 작업과 비용을 절감할 것"이라고 말했다.
1995년 초까지 제안된 CRA 규정은 크게 개정되어, 당시까지의 규정 및 기관의 검사 과정을 통한 구현이 너무 절차 지향적이고 부담스러우며 실제 결과에 충분히 초점을 맞추지 못했다는 비판을 다루었다. CRA 검사 과정 자체도 보류 중인 변경 사항을 반영하도록 개혁되었다. 은행 기관의 CRA 등급에 대한 정보도 웹 페이지를 통해 대중에게 공개되었다. 통화감독청(OCC)도 규제 구조를 개정하여 CRA 대상 대출 기관이 산업 부지의 환경 정화 또는 재개발 자금 조달을 돕기 위해 제공된 대출에 대해 지역 사회 개발 대출 크레딧을 청구할 수 있도록 했다. 이는 해당 부지가 위치한 저소득 및 중간 소득 지역 사회를 활성화하기 위한 노력의 일환일 경우에 해당한다.
1995년 제안된 변경 사항을 다루는 의회 청문회 중 하나에서 케이토 연구소 의장인 윌리엄 니스카넨은 1993년과 1994년 제안된 두 가지 제안 모두에 대해 신용 할당에 있어서 정치적 특혜, 규제 당국의 미시 관리, 그리고 은행이 CRA 준수를 위해 손실을 감수해야 할 것이라는 보장 부족을 비판했다. 그는 제안된 변경 사항이 경제와 은행 시스템 전반에 매우 비용이 많이 들 것이라고 예측했다. 니시카넨은 주요 장기적 효과가 은행 시스템의 인위적인 위축일 것이라고 믿었다. 니시카넨은 의회에 이 법의 폐지를 권고했다.
니시카넨과 다른 응답자들은 1993년 후반부터 1995년 초까지의 공개 의견 및 증언 기간 동안 제안된 변경 사항에 대한 우려를 표명했다. 당시 기록된 종합적인 우려에 대응하여 연방 금융 감독 기관(OCC, FRB, FDIC, OTS)은 정의, 평가, 등급 및 범위에 대한 추가적인 명확화를 통해 제기된 많은 문제들을 충분히 해결했다. 이 기관들은 1995년 5월 4일 연방 관보에 지역재투자법 시행을 위한 최종 개정 규정을 공동으로 보고했다. 최종 개정 규정은 기존 CRA 규정을 전면 대체했다. (자세한 내용은 표 I.의 "1995" 열에 있는 주석을 참조)

### 1999년 입법 변경
1999년에 의회는 그램-리치-블라일리법, 일명 금융 서비스 현대화법을 제정하고 클린턴 대통령이 이에 서명했다. 이 법은 1933년 제정 이후 은행이 모든 종류의 투자, 상업은행 및 보험 서비스를 제공하는 것을 금지했던 글래스-스티갈 법의 일부를 폐지했다. 유사한 법안이 1998년 상원 의원 필 그램에 의해 제출되었지만, 입법 절차를 완료하지 못했다. 1998년 법안과 그 이후 1999년 법안의 제정 반대는 당시 은행 기관의 종류를 다른 서비스 분야로 확장하지만 CRA 준수 대상이 되지 않을 것이라는 법안의 문구에 집중되었다. 이 상원 의원은 또한 지역사회 단체들이 은행과 맺은 모든 재정적 "거래"를 완전히 공개할 것을 요구하며, 그러한 단체들을 "강탈"이라고 비난했다.
1999년 가을, 도드와 슈머 상원 의원은 그램 상원 의원과 클린턴 행정부 간의 타협을 확보하여 또 다른 교착 상태를 막았다. 이는 은행이 합병하거나 다른 유형의 금융 기관으로 확장할 수 있도록 연방예금보험법(12 U.S.C. ch. 16)을 개정하는 데 동의함으로써 이루어졌다. 새로운 그램-리치-블라일리 법의 FDIC 관련 조항과 제12편에 직접 추가된 하위 섹션 § 2903(c)은 연방준비제도 이사회에 의해 금융 지주 회사로 재지정되기를 원하는 모든 은행 지주 기관이 합병 또는 확장이 효력을 발생하기 전에 지역재투자법 준수 지침을 따라야 함을 보장했다.
동시에 G-L-B 법의 연방 예금 보험법 변경으로 은행이 새로운 사업 분야로 확장할 수 있게 되었고, 이러한 은행 또는 금융 기관과 계약을 맺는 비계열 그룹도 그램의 우려를 해소하기 위해 제12편에 새로 추가된 § 1831y (CRA Sunshine Requirements)에 명시된 대로 보고해야 했다.
그램-리치-블라일리 법 개정안과 함께, 소규모 은행은 기존 CRA 법률인 제30장에 §2908. (소규모 은행 규제 완화)가 직접 추가됨으로써 CRA 준수에 대한 검토 빈도가 줄어들게 되었다. 1999년 법은 또한 "지역재투자법"과 관련하여 두 가지 연구를 수행하도록 의무화했다.
- 첫 번째 보고서는 연방준비제도에서 2000년 3월 15일까지 의회에 제출될 예정이며, CRA와 관련된 대출의 불이행 및 연체율, 그리고 수익성에 초점을 맞춘 CRA에 대한 포괄적인 연구이다.
- 두 번째 보고서는 재무부가 향후 2년 동안 수행할 예정이며, CRA의 의도에 따라 저소득 및 중간 소득 지역 및 사람들에게 서비스 제공에 대한 법의 영향을 결정하는 것을 목표로 한다.

그램-리치-블라일리 법에 서명하면서 클린턴 대통령은 "은행의 권한을 확장함에 따라 [지역재투자]법의 범위도 확장될 것"이라는 원칙을 수립했다고 말했다.

### 2005년 규정 변경
2002년에 지역재투자법에 대한 1995년 규제 변경의 효과에 대한 기관 간 검토가 있었고 새로운 제안들이 고려되었다. 2003년에 뉴욕 연방준비은행의 연구자들은 금융 서비스 환경의 극적인 변화가 CRA를 약화시켰으며, 2003년에는 전체 주택 구매 대출 중 30% 미만이 CRA에 따라 집중적인 검토 대상이 되었다고 지적했다.
2005년 초, 저축기관감독청(OTS)은 새로운 규칙을 시행했는데, 그 중에는 10억 달러 이상의 자산을 가진 저축 기관이 기존의 50-25-25 CRA 등급 임계값을 조정할 수 있도록 허용하는 변경도 포함되었다. 이는 전체 CRA 등급의 50%를 대출 활동을 통해 계속해서 충족시키고, 나머지 50%는 저축 기관이 원하는 대출, 투자 및 서비스의 조합으로 구성할 수 있도록 하는 것이었다. 서비스에 대한 25%, 투자에 대한 25%의 의무는 선택 사항이 되었고, 만족스러운 CRA 등급을 확보하는 방법은 자격 있는 저축 기관의 재량에 맡겨졌다(자세한 내용은 표 I.의 "2005" 열에 있는 주석을 참조).
2005년 4월, 바니 프랭크 하원 의원이 이끄는 민주당 미국 국회의원들은 이러한 변경에 항의하는 서한을 발표하며, 이는 CRA가 "저소득 및 중간 소득층 개인과 지역사회의 필요를 충족시킬" 능력을 약화시킨다고 주장했다. 이 변경은 CRA를 약화시킬 수 있다는 우려를 표명한 지역사회 단체들도 반대했다.
한편, 광역 및 농촌 지역의 확대된 CRA 정의에 더 잘 부합하도록 이들 지역을 계층화하는 다른 공식과 기술적 규제 개정을 시행한 후, 연방 예금 보험 공사(FDIC), 연방 준비 제도 이사회(FRB), 그리고 통화 감독원(OCC)은 2005년 9월에 새로운 규정 세트를 시행했는데, 이는 OTS가 연초에 이미 시작한 많은 부분을 반영했다(표 I의 "2005" 열에서 자세한 내용을 참조). 이 규정에는 "소형" 및 "중간 소형" 은행에 대한 덜 제한적인 정의도 포함되었다. "중간 소형 은행"은 자산이 10억 달러 미만이지만 2억 5천만 달러를 초과하는 은행으로 정의되었으며, 이들 은행은 소형 은행 또는 대형 은행으로 평가받을 수 있었다. 현재 자산이 10억 6천 1백만 달러를 초과하는 은행은 대출, 투자 및 서비스 테스트에 따라 CRA 성과를 평가받는다. 기관들은 소비자 물가 지수를 사용하여 소형 및 대형 기관의 자산 규모 임계값을 매년 조정한다.

### 2007년 규정 변경
저축기관감독청(OTS)은 2006년 11월에 CRA 규정을 다른 세 연방 은행 기관의 CRA 규정과 완전히 일치시키기 위한 개정을 제안하고 공개 의견을 요청하기 시작했다. 이 기관은 제안된 재정렬에 대한 여러 요인, 특히 은행 및 저축 기관 산업 모두에 적용되는 일관된 CRA 표준이 CRA 성과에 대한 객관적인 평가를 용이하게 하고, 동일한 시장에서 운영되는 은행 및 저축 기관에 대한 정확한 평가를 보장하며, 대중이 은행 및 저축 기관의 CRA 성과를 합리적으로 비교할 수 있도록 허용할 것이라고 언급했다.
당시 OTS 국장인 존 라이히는 기존 지역재투자법(CRA) 규정의 네 가지 주요 영역에 대한 제안된 개정 사항을 진행하고 시행하기로 최종 결정했다고 발표하여, 규칙과 다른 연방 은행 기관의 규칙 간의 통일성을 재정립했다. 라이히는 개정된 규칙의 기초를 재확인하면서, "OTS는 일관성을 촉진하고 은행 및 저축 기관 산업 전반의 CRA 성과에 대한 객관적인 평가를 용이하게 하기 위해 이러한 개정을 진행하고 있다. 일관된 기준은 대중이 은행 및 저축 기관의 CRA 성과를 보다 효과적으로 비교할 수 있도록 허용할 것이다."라고 말했다. 그는 이러한 변경이 저축 기관이 지역 사회의 금융 서비스 요구를 충족하는 성과와 일치하는 CRA 목표를 강화한다고 언급했다.
이 OTS 규칙 개정은 다음 사항들을 통해 다른 기관들과 일치했다.
1. 대형 소매 저축 기관 테스트에서 대출, 투자 및 서비스에 대한 대체 가중치 옵션 제거
2. 자산 2억 5천만 달러에서 10억 달러 사이의 기관을 새로운 지역 사회 개발 테스트 대상인 "중간 소형 저축 기관"으로 정의
3. "소형" 및 "중간 소형" 저축 기관의 자산 임계값을 소비자 물가 지수(CPI)의 변화에 따라 매년 조정
4. OTS가 차별 또는 기타 불법 신용 관행의 증거를 발견할 경우 저축 기관의 CRA 등급에 대한 부정적인 영향을 명확화

이 네 가지 변경 사항은 다른 세 연방 기관들이 2005년 후반에 시행한 변경 사항과 대체로 유사하다. 이 기관은 2007년 7월 1일 발효일 이후 실시되는 검사의 맥락에서 기관에 대해 단기간 동안 재량권을 부여하여 새로운 규칙에 따라 프로그램 변경을 원활하게 구현할 수 있도록 할 것이라고 언급했다.

### 2008년 입법 변경
2008년 8월 14일 고등 교육 기회법이 법으로 통과되면서 Pub.L. 110–315, 각 관련 연방 금융 감독 기관은 이제 금융 기관의 CRA 준수 기록을 평가하고 고려하는 요소로 금융 기관이 저소득 차입자에게 제공한 모든 저비용 교육 대출을 고려해야 한다. 모든 해당 연방 금융 감독 기관은 법 제10편 하위 C, 제1031조에 따라 미국연방규정집(CFR)에 변경 사항을 최종 형태로 구현하기 위해 법 제정일로부터 1년 이내에 규칙을 발행해야 한다.

### CRA 개혁 제안
2007년, 벤 버냉키는 은행들이 CRA 관련 대출을 증권화할 더 많은 기회를 제공함으로써 CRA 의무를 이행하는 데 도움이 되도록 패니 메이와 프레디 맥의 저렴한 주택 시장 내 존재를 더욱 확대할 것을 제안했다.
2008년 2월 13일, 미국 하원 금융 서비스 위원회는 지역재투자법이 소외된 지역사회에 대출, 투자 및 서비스 제공에 미치는 영향과 그 효과에 대한 청문회를 개최했다. 정부와 민간 부문에서 15명의 증인이 참석했다.
2008년 4월 15일, FDIC 관계자는 같은 위원회에 FDIC가 은행들이 단기 고금리 대출에 대한 저렴한 대안을 제공하도록 인센티브를 제공하는 방안을 모색 중이라고 밝혔다. 그렇게 하면 지역재투자법에 따른 책임에 대해 우대 조치를 받을 수 있을 것이다. FDIC는 최근 31개 은행으로 구성된 초기 그룹과 함께 2년간의 시범 프로젝트를 시작했다.
에디 버니스 존슨 하원의원은 2009년 3월 12일 신용협동조합과 같은 제2금융권을 CRA의 범위에 포함시키기 위한 새로운 법안인 2009년 지역재투자 현대화법을 발의했다. 그 외에도 2000 / 2001 및 2007와 같은 이전 의회 회기에서도 지역재투자법을 입법적으로 "현대화"하려는 시도가 있었다. 미국 하원 금융 서비스 위원회는 2009년 9월 16일 존슨 의원을 포함한 10명의 증인을 대상으로 "지역재투자법 현대화 제안"에 대한 청문회를 개최했다. 또 다른 청문회는 2010년 4월 15일 "지역재투자법에 대한 관점과 제안"이라는 주제로 8명의 증인이 참석했다.
2010년 6월 24일, 통화감독청(OCC), 연방준비제도, 연방예금보험공사(FDIC), 그리고 저축기관감독청(OTS)은 지역재투자법을 시행하는 규칙에 대한 개정안을 공동으로 발표했다. 이들 기관은 전미신용조합관리국(NCUA)과 함께 연방 금융 기관 감독 협의회(FFIEC)를 구성하며, 이는 지역재투자법 시행을 포함한 금융 기관 규제를 조정한다. CRA 규칙에 대한 제안된 개정안은 "지역 사회 개발"이라는 용어를 "2008년 주택 및 경제 회복법"(HERA)에 설명된 기준을 충족하고 HERA 및 2009년 미국 경기 회복 및 재투자법(ARRA)에 의해 설립된 지역 안정화 프로그램에 따라 지정된 대상 지역에서 수행되는 "프로젝트 또는 활동을 지원, 가능하게 하거나 용이하게 하는 대출, 투자 및 서비스"를 포함하도록 개정하는 것을 목표로 한다. 무엇보다도 이는 서비스 대상자의 범위를 중간 소득 가구로 확장할 것이다.
2009년에 보스턴과 샌프란시스코 연방준비은행은 CRA 재검토: 지역재투자법의 미래에 대한 관점(Revisiting the CRA: Perspectives on the Future of the Community Reinvestment Act)을 발행했는데, 이는 학술 연구자, 규제 당국, 지역사회 개발 실무자 및 금융 서비스 산업 대표 등 광범위한 의견을 모아 CRA를 개선하는 방법을 제시했다.
오바마 행정부는 저소득층 및 아프리카계 미국인 지역에 대한 신용 제공에 대한 조사를 강화했다. 대출 기관들은 그러한 지역에서 서비스를 중단했거나 이전에 한 번도 운영하지 않았는지 여부에 관계없이 해당 지역에서 운영하지 않았다는 이유로 조사를 받았다. 전 디 애틀랜틱 준편집자 대니얼 인디빌리오(Daniel Indiviglio)는 CRA 미준수 증가를 대출 요건 강화의 결과로 돌린다.
2020년, OCC는 금융 부문의 변화, 특히 디지털 뱅킹의 성장에 발맞춰 법을 현대화하려는 시도로 알려진 CRA에 대한 최종 규칙을 제안했다. 이는 FDIC와 연방준비제도의 지원 없이 일방적으로 이루어졌다.
지역사회 단체들도 2020년 제안에 반대했다. 전국 지역사회 재투자 연합(NCRC)이 주도한 반대에 따르면, 제출된 1,922건의 고유한 의견 중 1,594건(83%)이 OCC 규칙에 동의하지 않았다. 이 중 674건은 NCRC를 인용하거나 NCRC가 제안한 일부 문구를 사용했다. 온라인 청원 캠페인을 통해 제출된 개인 의견 10,000건도 NCRC의 관점을 지지했다.
이러한 반대에도 불구하고 OCC는 2020년에 최종 규칙을 발표했다. 직후 NCRC와 캘리포니아 재투자 연합(CRC)은 민주주의 전진(Democracy Forward)과 파렐라 브라운 + 마텔(Farella Braun + Martel)의 대리인으로서 OCC의 CRA 규칙을 무효화하기 위한 소송을 제기했다. 그들은 이 규칙이 행정 절차법을 위반했으며 개정을 뒷받침할 충분한 데이터 없이 확정되었다고 주장했다. 2020년 2월, 연방 판사는 OCC의 소송 기각 시도를 기각했으며, 이는 소송을 진행하는 데 중요한 장애물이었다.
2021년 1월, 조 바이든 대통령의 취임과 함께 OCC는 새로운 리더십 하에 들어갔고, 2021년 12월 14일, OCC는 2020년 CRA 규칙을 완전히 철회했다.
지역사회 단체들은 2022년 3월 1일 OCC, FDIC, 연방준비제도에 CRA 개혁에 대해 보고 싶어하는 주요 개혁 사항에 대한 입장을 제출했다. 여기에는 CRA 시험에서 인종 고려, 등급 인플레이션을 줄이는 보다 객관적인 성과 측정, 그리고 은행 지점이 있는 지역뿐만 아니라 상당한 은행 대출 및 예금 활동이 있는 지역을 포함하는 확장된 CRA 평가 지역이 포함되었다.
이 단체들은 또한 CRA가 은행을 넘어 금융 부문 전체에 적용되어야 한다고 권고했다. 이는 의회 입법을 필요로 하지만, 은행뿐만 아니라 주택담보대출 회사와 신용협동조합에도 적용되는 주 CRA 법률에 선례가 있었다.
2023년 10월, 소비자 옹호 단체의 지지를 받는 새로운 규정이 제안되었는데, 이는 지리적 위치에 관계없이 특정 인구 집단에 대한 온라인 대출을 계산하는 것을 허용할 것이었다. 이러한 규정은 미국 은행 협회(American Bankers Association)에 의해 소송의 대상이 되었다.

## 비판

### 효과성
CRA에 대한 첫 번째 주요 연구는 펜실베이니아 대학교 와튼 스쿨의 재무 강사인 케네스 H. 토마스 박사의 1993년 저서 『지역사회 재투자 성과』(1993, Probus Publishing)였다. 이 책은 6,706건의 CRA 시험 결과를 분석하여 작성되었으며, 이 법이 필요하고 작동하지만 "CRA 등급 인플레이션"을 피하기 위해 더 나은 객관적인 집행을 통해 개선되어야 한다는 것이 주된 결론이었다. 이 책의 많은 권고 사항은 1995년 CRA 개혁에 포함되었다. 『CRA 핸드북』(1998, McGraw Hill)은 1995년 개혁 하에서 1,500건 이상의 CRA 시험을 면밀히 조사하고 추가적인 CRA 등급 인플레이션을 확인했으며, 주로 보다 객관적이고 정량화 가능한 표준을 통해 법의 효과성을 향상시키기 위한 구체적인 권고 사항을 제시했다.
일부 경제학자들은 CRA가 은행들이 다양한 차용자들에게 수익성 있는 대출을 하도록 장려하는 데 필요하지 않기 때문에 무의미하거나 적어도 그렇게 되었는지에 대해 의문을 제기했다. 2003년 연구 논문에서 연방준비제도 경제학자들은 CRA가 저소득층 지역에서 고소득층 지역보다 대출과 주택 소유를 더 많이 증가시켰다는 명확한 증거를 찾을 수 없었다. 2008년 경쟁기업연구소 연구에서도 유사한 결과가 나왔다.
전 연방준비제도 이사회 의장 벤 버냉키는 CRA의 기본 가정, 즉 더 많은 대출이 지역 사회에 더 나은 결과를 가져온다는 것이 항상 사실이 아닐 수 있다고 말했다. 그는 "최근 주택담보대출 시장의 문제점"을 지적했다. 그러나 그는 적어도 일부 경우에 "CRA는 은행이 다른 방식으로 무시했을 수 있는 소외된 시장에 진입하도록 유도하는 촉매제 역할을 했다"고 언급했다.
시카고에 기반을 둔 정책 및 옹호 비영리 단체인 우드스톡 연구소는 1996년 시카고 지역 설문조사 데이터를 분석한 결과, 저소득 지역이 여전히 상업 대출 접근성에서 뒤처지고 있음을 발견했다. CRA 규제 은행이 제공한 대부분의 소기업 대출은 고소득 지역으로 갔으며, 저소득 지역에는 16.6%, 저소득 및 중간 소득 지역에는 18.4%, 중간 소득 지역에는 21.8%, 고소득 지역에는 23.1%가 배정되었다.
1998년 논문에서 패니 메이 재단의 알렉스 슈워츠는 CRA 합의가 "모기지, 저소득 주택 세금 공제 투자, 지역사회 기반 조직에 대한 보조금 지급, 그리고 도심 은행 지점 개설(및 유지) 목표를 달성하는 데 지속적으로 성공적이었다"는 것을 발견했다. 2000년 미국 재무부 보고서에서 여러 경제학자들은 CRA가 소수 민족 및 저소득층 소비자들의 신용 접근성을 개선하는 의도된 영향을 비교적 낮은 비용으로 미쳤다고 결론지었다.
미시간 대학교 법학대학원의 마이클 S. 바 교수는 2005년 뉴욕 대학교 법률 리뷰에 게재된 논문에서 CRA가 시장 실패를 극복하여 저소득, 중간 소득 및 소수 인종 차입자에게 비교적 낮은 비용으로 신용 접근성을 높였다는 증거를 제시했다. 그는 CRA가 정당하며, 진전을 가져왔고, 계속되어야 한다고 주장한다.
2008년 2월 의회 금융 서비스 위원회의 CRA 청문회에서 FDIC 감독 및 소비자 보호 부서 국장 산드라 L. 톰슨은 CRA의 긍정적인 영향을 칭찬하며 "연구에 따르면 CRA 통과 이후 수십 년 동안 저소득 및 중간 소득 고객과 소수 민족에 대한 대출이 증가했다"고 언급했다. 그녀는 하버드 대학교 주택 연구 공동 센터의 연구를 인용하며 "1993년부터 2000년까지의 데이터는 저소득 및 중간 소득 지역에 거주하는 저소득 및 중간 소득 사람들에게 대한 주택 구매 대출이 94% 증가하여 다른 소득 범주보다 더 많이 증가했음을 보여준다"고 밝혔다.
같은 청문회에서 뉴욕 대학교 경제학 교수 래리 화이트는 모호하고 주관적인 방식으로 은행에 "기대어" 대출을 하도록 하는 규제 당국의 노력이 "그러한 목표를 달성하기 위한 부적절한 수단"이라고 말했다. 전국적인 은행 기업의 세계에서 이러한 정책은 기관을 지역사회에서 몰아낼 가능성이 더 크다. 그는 목표를 달성하는 더 나은 방법은 차별 금지법의 강력한 집행, 경쟁을 촉진하기 위한 독점 금지법의 집행, 그리고 지역사회 개발 금융 기관 기금과 같은 "예산 내에서 투명한 절차"를 통한 가치 있는 프로젝트에 대한 연방 자금 지원이라고 말했다.
2012년 연구에 따르면 "신용 시장은 상당수의 히스패닉계 가족이 흑인 가족이 더 적은 동네에 살 수 있도록 허용했지만, 상당수의 흑인 가족은 인종적으로 더 통합된 지역으로 이주하고 있었다. 순 효과는 신용 시장이 인종 분리를 증가시켰다는 것이다."
정치 전문 매체 폴리티코는 지역재투자법이 때때로 외부인들의 투자를 촉진하여 가난한 사람들이 자기 동네에서 쫓겨나게 할 수 있다고 보도했다.

### 건전한 관행 및 수익성
2000년 미국 재무부가 1993년에서 1998년 사이에 미국 305개 도시의 대출 동향을 조사한 연구에 따르면, CRA 대상 대출 기관에서 저소득 및 중간 소득 차입자와 지역으로 4,670억 달러의 주택담보대출이 유입되었다. 이 기간 동안 CRA 대상 기관의 빈곤층 미국인에 대한 총 대출 건수는 39% 증가한 반면, 부유층 개인에 대한 CRA 대상 기관의 대출은 17% 증가했다. 그 결과, 전체 미국 대출에서 저소득 및 중간 소득 차입자에게 할당된 비중은 1993년 25%에서 1998년 28%로 증가했다.
CRA가 은행 수익성을 낮출 것이라는 우려에 대응하여, 1997년 연방준비제도 경제학자들의 연구 논문은 "저소득층 지역 및 저소득층 차용자에게 활동하는 [CRA] 대출 기관이 다른 주택담보대출 지향 상업 은행만큼 수익성이 있는 것으로 보인다"고 밝혔다.
1995년 규제 변경으로 인해 금융 기관이 CRA 미준수를 이유로 규제 당국의 거부로 합병 또는 인수를 통해 확장할 수 있는 능력이 저하될 것이라는 당시의 우려는 근거 없는 것으로 판명되었다. 1993-97년 기간 동안, 한 규제 기관인 연방준비제도 이사회는 실제로 상세한 CRA 검토가 이루어지지 않은 경우보다 더 많은 신청을 승인했다. 관련 기관이 CRA 대상이었던 1,100건의 합병 또는 인수 사례 중, 연방준비제도 이사회가 연간 평균적으로 검토한 결과, 대중의 반대 또는 내부 보고서에서 우려가 제기되었음에도 불구하고 잠재적인 CRA 문제가 있는 것으로 식별된 사례는 평균 70건에 불과했다. 평균적으로 이 중 22건이 CRA 준수가 신청 철회 또는 연방준비제도 이사회 거부의 주요 원인이었다.
1997년 10월, 퍼스트 유니온 캐피탈 마켓츠와 베어 스턴스 & Co.는 지역재투자법 대출의 첫 번째 공개 증권화를 시작하여 3억 8,460만 달러 상당의 증권을 발행했다. 이 증권은 프레디 맥이 보증했으며 암묵적인 "AAA" 등급을 받았다. 이 공모는 몇 배나 초과 청약되었으며, 주로 CRA 신용을 위해 구매하지 않은 자산 관리자와 보험 회사들이 참여했다.
2000년 10월, 저렴한 지역사회 기반 주택담보대출을 위한 2차 시장을 확대하고 CRA 대상 대출의 유동성을 높이기 위해 패니 메이는 20억 달러의 "마이커뮤니티모기지(MyCommunityMortgage)" 대출을 매입하고 증권화하기로 약속했다. 2000년 11월, 패니 메이는 주택도시개발부("HUD")가 곧 사업의 50%를 저소득 및 중간 소득 가구에 할당하도록 요구할 것이라고 발표했다. 1997년 이래로 패니 메이는 예금 기관과 거의 70억 달러의 CRA 사업을 수행했지만, 목표는 200억 달러라고 밝혔다. 2001년, 패니 메이는 특별히 목표로 한 지역재투자법(CRA) 대출 100억 달러를 예정보다 1년 반 이상 일찍 인수했다고 발표했으며, 2010년까지 5천억 달러 이상의 CRA 사업을 자금 조달하는 것을 목표로 한다고 밝혔다. 이는 해당 기간 동안 패니 메이가 자금 조달할 것으로 예상되는 대출의 약 3분의 1에 해당한다.
2007년, CRA 제정 30주년을 기념하여 2006년부터 연방준비제도 의장인 벤 버냉키는 정보 수집 비용이 너무 높아 "각 금융 기관이 소외된 시장에 먼저 진입하도록 경쟁 기관에 양보하는 인센티브가 생기는 '선점자 문제'를 야기했을 수 있다"고 밝혔다. 버냉키는 적어도 일부 경우에 "CRA가 은행이 다른 방식으로 무시했을 수 있는 소외된 시장에 진입하도록 유도하는 촉매제 역할을 했다"고 언급했다. 같은 2007년 연설에서 버냉키는 "금융 기관 경영진은 이러한 대출 포트폴리오가 제대로 심사되고 관리된다면 수익성이 있을 수 있다"는 것을 발견했으며, 대출이 "보통 불균형적으로 높은 불이행 수준을 수반하지 않았다"고 덧붙였다.

### 주택 옹호 단체
CRA 규정은 지역사회 단체에게 은행의 CRA 불준수에 대해 의견을 제시하거나 이의를 제기할 권리를 부여한다. 이러한 의견은 은행의 계획된 확장을 돕거나 방해할 수 있다. 처음에는 단체들이 이러한 권리를 천천히 활용했다. 클린턴 행정부 시기의 규제 변경은 이러한 지역사회 단체들이 CRA 정보에 더 잘 접근할 수 있도록 했고, 그들의 활동을 증가시킬 수 있도록 했다.
뉴욕 포스트 기사에서 경제학자 스탠 라이보위츠는 매년 은행 감사에 대한 지역사회 활동가들의 개입이 은행으로부터 많은 돈을 얻어내는 결과를 낳았다고 썼다. 왜냐하면 좋지 않은 평가는 좌절된 합병 계획과 심지어 법무부의 법적 도전으로 이어질 수 있었기 때문이다. 미셸 민턴은 체이스 맨해튼과 J.P. 모건이 합병 허가를 신청하고 CRA 규정을 준수해야 할 무렵 ACORN에 수십만 달러를 기부했다고 언급했다.
뉴욕 타임즈에 따르면, 이러한 주택 옹호 단체 중 일부는 완화된 신용 기준과 이로 인해 저소득 및 중간 소득 지역사회에서 발생할 수 있는 부동산 가치 상승의 잠재적 영향에 대해 조기에 경고했다. 임대 주택에 대한 풍선 주택담보대출은 저소득 및 중간 소득 세입자에게 큰 임대료 인상을 요구할 수 있었고, 이는 그들이 감당하기 어려운 수준이었다.
이너 시티 프레스(Inner City Press)에 따르면, "브롱스 기반의 페어 파이낸스 워치(Fair Finance Watch)는 지금은 없어진 비은행 서브프라임 대출 기관 뉴 센츄리(New Century)가 U.S. 뱅코프(U.S. Bancorp)가 뉴 센츄리 주식의 24%에 대한 워런트를 매입했을 때 연방준비제도에 뉴 센츄리의 관행에 대해 의견을 제시했다. 연방준비제도는 뉴 센츄리에 대해 어떠한 조치도 취하지 않고, U.S. 뱅코프가 워런트 일부를 매각할 때까지 기다렸다가, 이 문제는 더 이상 중요하지 않다고 말했다." 그러나 서브프라임 대출은 매우 수익성이 높아서, ACORN과 같은 주택 옹호 단체들의 반대와 경고에도 불구하고 저소득 및 중간 소득 지역사회에서 공격적으로 마케팅되었다.

### 약탈적 대출
2002년 연구에서 CRA와 약탈적 대출로 간주되는 대출 사이의 관계를 탐구한 캐슬린 C. 엥겔(Kathleen C. Engel)과 패트리샤 A. 맥코이(Patricia A. McCoy)는 은행이 일반적인 대출 관행에서는 위험으로 간주될 수 있는 저소득 지역에 대출하거나 중개함으로써 CRA 크레딧을 받을 수 있다고 지적했다. CRA 규제를 받는 은행은 또한 대출 기관에 자금을 지원함으로써 이러한 대출 관행을 의도치 않게 용이하게 할 수 있다. 그들은 당시 관리되고 패니 메이(Fannie Mae)와 프레디 맥(Freddie MAC)에 의해 시행된 CRA 규정이 이러한 대출 관행에 참여한 은행에 벌칙을 부과하지 않는다고 지적했다. 그들은 연방 기관들이 이러한 대출 관행을 직접 또는 간접적으로 촉진한 은행의 CRA 등급을 낮춤으로써 CRA를 사용하여 이러한 행동에 제재를 가할 것을 권고했다.
FDIC는 "심사 과정과 감독 조치를 통해 남용적인 관행을 중단하고; 은행이 지역 사회의 모든 구성원과 지역에 공정하게 봉사하도록 장려하며; 소비자가 정보에 입각한 선택을 할 수 있도록 정보와 금융 교육을 제공함으로써" 이 문제를 해결하려고 노력해 왔다. FDIC 정책은 현재 "약탈적 대출은 은행의 CRA 성과에 부정적인 영향을 미칠 수 있다"고 명시하고 있다.
경쟁 또한 대출 관행에 영향을 미쳤다. 시장 점유율을 확보하기 위해 대출 기관들은 기준을 낮추었다.

### 2008년 금융 위기와의 관계
경제학자 스탠 라이보위츠는 뉴욕 포스트에 1990년대 CRA의 강화가 은행 산업 전반의 대출 기준 완화를 부추겼다고 썼다. 그는 연방준비제도가 CRA의 부정적인 영향을 무시했다고 비난했다. 맨해튼 연구소 학자인 하워드 휴석에 따르면, 중견 은행의 CEO는 자신의 기관의 CRA 관련 주택담보대출 중 20%가 첫 해에 연체되었고, 아마도 7%는 압류로 이어질 것이라고 보고했다. CNN 논평에서 미국 하원 금융 서비스 위원회 위원인 론 폴 하원의원은 CRA가 "은행들이 신용 불량자로 분류될 사람들에게 대출을 강요하고 있다"고 비난했다. 월스트리트 저널의 오피니언 칼럼에서 경제학자 러셀 로버츠는 CRA가 은행들이 빈곤층 차입자와 빈곤 지역에 봉사하도록 압력을 가함으로써 저소득층 주택을 보조했다고 썼다.
다른 경제학자들은 이 문제를 조사하여 CRA가 세계 금융 위기 (2007년~2008년)에 기여하지 않았다고 결론지었다. 특히 경제학자 폴 크루그먼, 미국 진보 센터의 팀 웨스트리히, 아메리칸 프로스펙트의 로버트 고든, 뉴 아메리카 재단의 엘런 세이드먼, 다니엘 그로스의 슬레이트, 경제정책연구센터의 딘 베이커, 그리고 비즈니스위크의 에런 프레스먼이다. 마이클 S. 바, 클린턴 대통령 시절 재무부 관료였던 법학 교수,는 서브프라임 대출의 약 50%가 CRA 규제를 받지 않는 독립 모기지 회사에서 이루어졌고, 또 다른 25%에서 30%는 CRA 규제를 부분적으로만 받는 은행 자회사 및 계열사에서 나왔다고 밝혔다. 바는 CRA의 완전한 규제를 받는 기관들이 "아마도 4건 중 1건의" 서브프라임 대출을 했으며, "최악의 가장 광범위한 남용은 연방 감독이 가장 적은 기관에서 발생했다"고 지적했다.
미국 기업 연구소 연구원 에드워드 핀토에 따르면, 뱅크 오브 아메리카는 2008년 자사의 CRA 포트폴리오(소유 주거용 모기지의 7%를 차지)가 손실의 29%를 차지했다고 보고했다. 그는 "단독 주택을 위한 CRA 대출의 약 50%가 높은 신용 위험을 나타내는 특성을 가지고 있었지만", 당시 다양한 정부 기관이 CRA 성과를 평가하는 데 사용한 기준에 따라 차용자 신용도는 고려되지 않았기 때문에 "서브프라임"으로 간주되지 않았다고 주장했다. 크루그먼은 핀토의 "기타 고위험 모기지" 범주에 고위험이 아닌 대출, 즉 전통적인 적합 모기지와 같은 대출이 잘못 포함되었다고 주장한다. 배런스의 진 엡스타인은 크루그먼의 주장과 그가 인용한 기사가 틀리고 오해의 소지가 있다고 반박했다. 또 다른 CRA 비판가인 조셉 프리드(Joseph Fried)는 "이러한 CRA 서브프라임 대출 중 일부는 CRA가 없었더라도 이루어졌을 수 있다. 따라서 서브프라임 대출 규모에 대한 CRA의 직접적인 영향은 확실하지 않다"고 인정한다. 경제학자 아가르왈(Agarwal), 벤멜리치(Benmelich), 버그만(Bergman)의 연구에 따르면, CRA 관련 규제 검사를 받는 은행들은 추가적인 주택담보대출 위험을 감수했다.
미국 의회가 세계 금융 위기 (2007년~2008년)의 원인을 조사하기 위해 2009년에 설립한 금융 위기 조사 위원회는 "CRA는 서브프라임 대출이나 위기의 중요한 요인이 아니었다"고 결론지었다. 당시 연방준비제도 의장이었던 벤 버냉키는 경험과 연구가 "CRA가 현재의 주택담보대출 문제의 근원이었거나 어떤 실질적인 방식으로든 기여했다는 비난"과 모순된다고 썼다. 당시 샌프란시스코 연방준비은행 총재 겸 CEO였던 재닛 옐런을 포함한 정부 경제학자들과 관리들은, FDIC 의장 쉴라 베어, 통화감독관 존 C. 듀건, 그리고 연방준비제도 이사 랜들 크로즈너, 또한 CRA가 서브프라임 위기에 크게 기여하지 않았다고 주장한다. 옐런, 전 연방준비제도 의장에 따르면, 독립 모기지 회사들은 은행 및 저축 기관보다 두 배 이상 높은 비율로 위험한 "고금리" 대출을 했으며; 대부분의 CRA 대출은 책임감 있게 이루어졌고, 현재의 위기에 기여한 "고금리" 대출이 아니었다. 2008년 하원 감시 및 정부 개혁 위원회에서 패니 메이와 프레디 맥의 세계 금융 위기 (2007년~2008년) 역할, 특히 지역재투자법과의 관계에 대한 청문회에서, CRA가 서브프라임 대출 증가의 "연료"를 제공했는지 질문을 받았을 때, 전 패니 메이 CEO 프랭클린 레인즈는 그것이 나쁜 행동을 부추기는 촉매제가 되었을 수도 있지만, 알기는 어렵다고 말했다. 레인즈는 또한 CRA의 결과로 발생한 위험한 대출은 소수에 불과하다는 정보를 인용했다.
2015년, 연방준비제도 이사회 경제학자 닐 부타(Neil Bhutta)와 대니얼 링고(Daniel Ringo)는 이 문제에 대한 가용 연구를 요약하여 발표했다. 그들은 "주택담보대출 붐 기간 동안 CRA 관련 대출이 서브프라임 시장에서 차지하는 비중은 작았으며", 따라서 세계 금융 위기 (2007년~2008년)에 중요한 기여를 하지 않았다고 결론지었다.

## 같이 보기
- 패니 메이
- 프레디 맥
- 연방주택관리청
- 1987년 주택 및 지역 개발법
- 1992년 주택 및 지역 개발법